# جردن کروفرد
جردن کروفرد (انگلیسی: Jordan Crawford؛ زادهٔ ۲۳ اکتبر ۱۹۸۸) بازیکن بسکتبال اهل ایالات متحده آمریکا است.
از باشگاه‌هایی که در آن بازی کرده‌است می‌توان به آتلانتا هاوکس، گلدن استیت واریرز، شیکاگو بولز، واشینگتن ویزاردز، و بوستون سلتیکس اشاره کرد.